# Distrikt Musanze
Der Distrikt Musanze (Kinyarwanda Akarere ka Musanze) ist einer von fünf Distrikten der Nordprovinz in Ruanda.

## Geographie

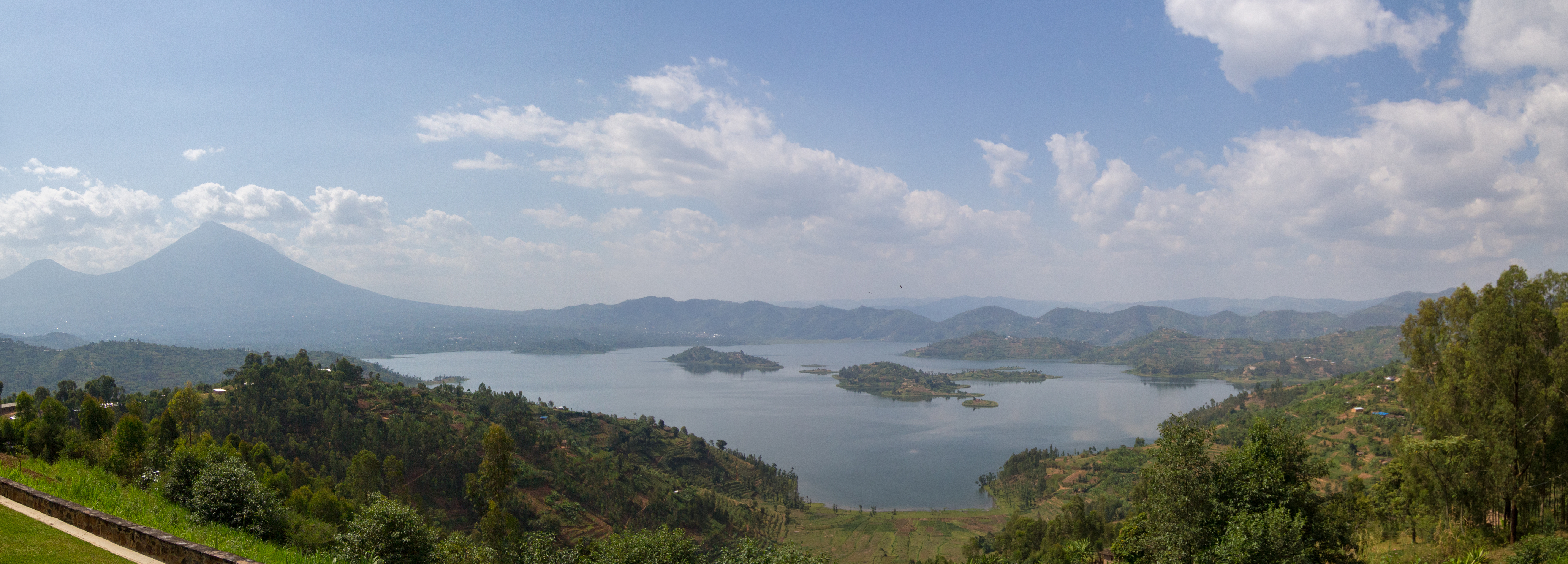
Panorama des Ruhondo-Sees mit den Vulkanen Muhabura (zweiter von links) und Gahinga (ganz links) im Hintergrund

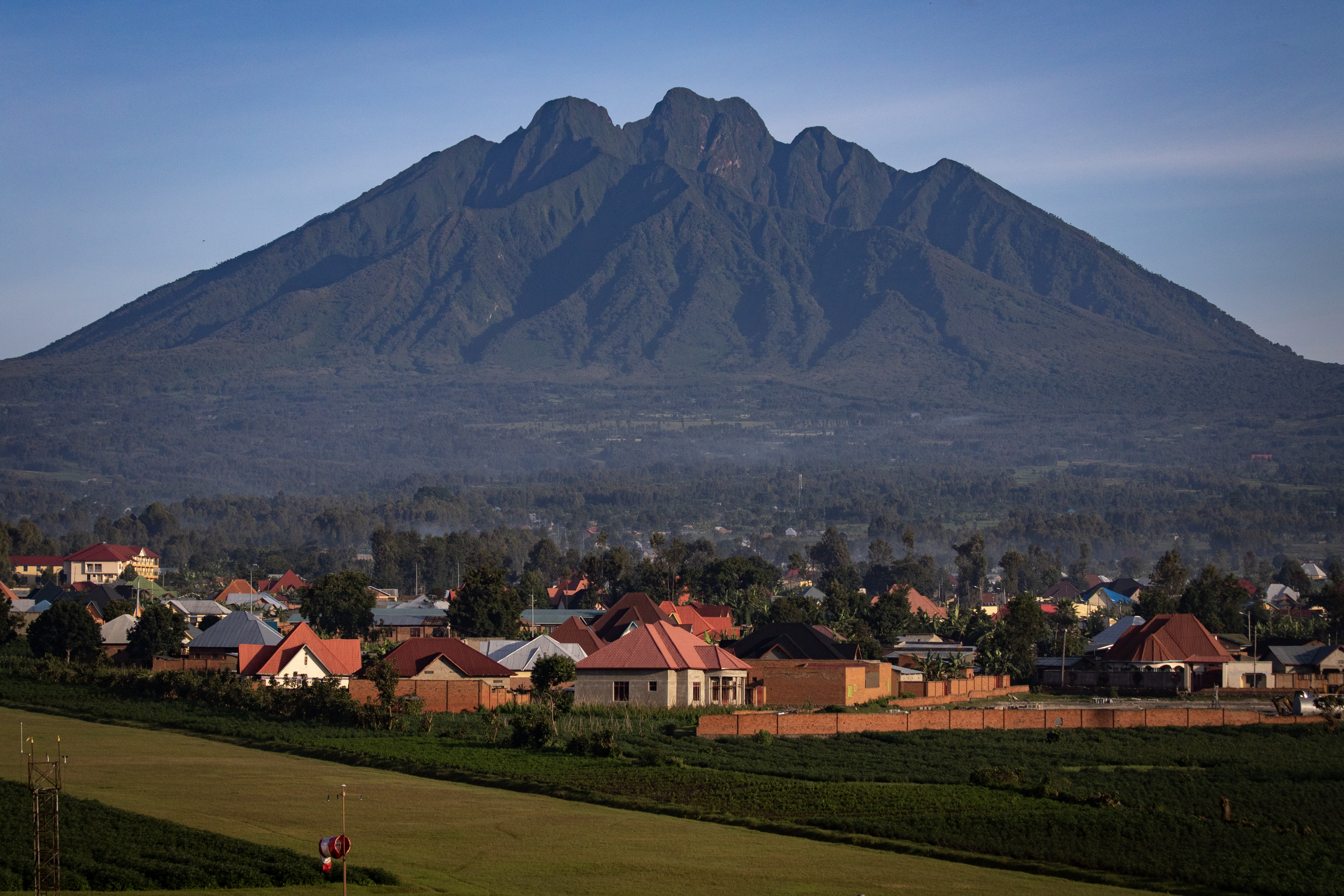
Blick auf den Sabinyo in der Virunga-Kette

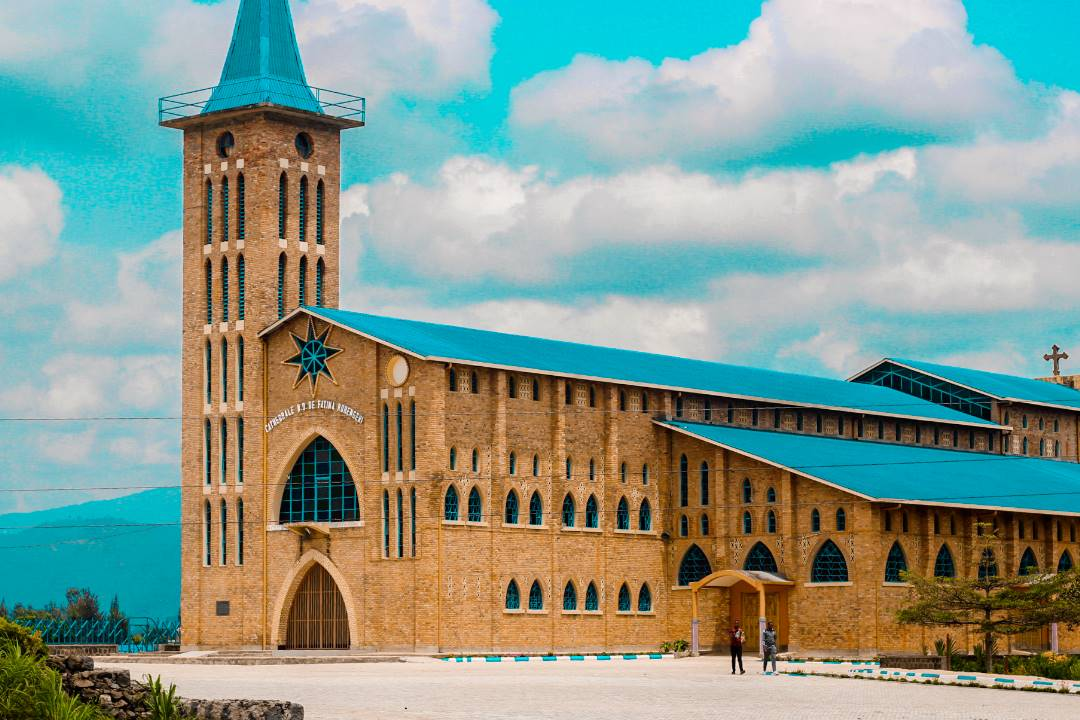
Kathedrale Notre Dame de Fatima in Ruhengeri

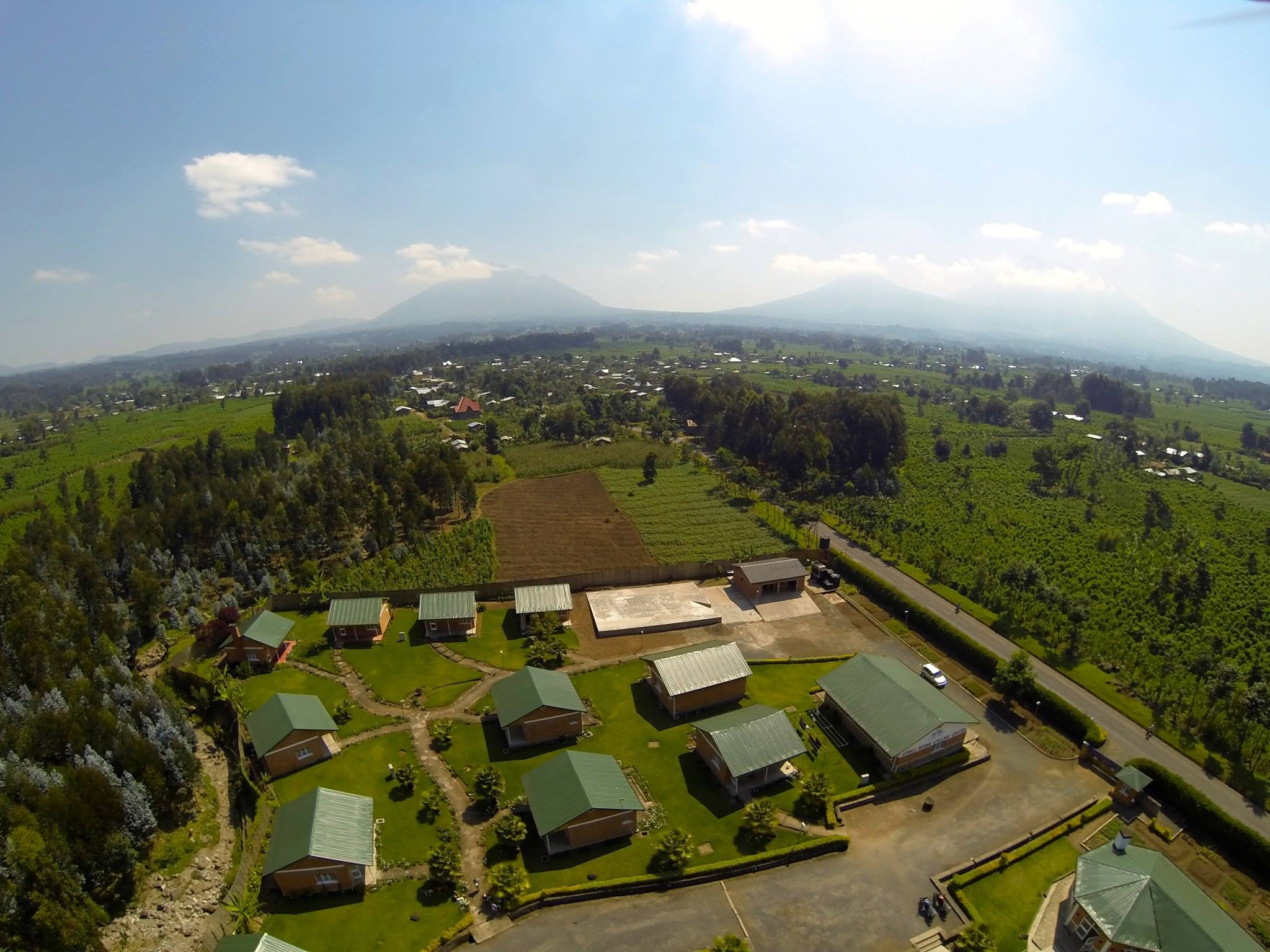
Africa Rising Cycling Center im Norden von Ruhengeri

Im Nordwesten grenzt er an die Demokratische Republik Kongo und im Nordosten an Uganda. Nachbardistrikte innerhalb der Nordprovinz sind Burera im Osten und Gakenke im Südosten. Musanze hat eine Fläche von 530 km². Der Distrikt unterteilt sich in 15 Sektoren (Imirenge) und 68 Verwaltungszellen (Utugali). Diese sind Busogo, Cyuve, Gacaca, Gashaki, Gataraga, Kimonyi, Kinigi, Muhoza, Muko, Musanze, Nkotsi, Nyange, Remera, Rwaza und Shingiro. Musanze weist insgesamt 432 Ortschaften auf. Hauptstadt des Distrikts und Verkehrsknotenpunkt ist Ruhengeri.
Im Norden des Distrikts befinden sich die Virunga-Vulkane. Der höchste der Vulkane ist Muhabura mit 4127 m, der knapp außerhalb des Distrikts liegt. Westlich davon befindet sich der Gahinga (3474 m) und der Sabinyo (3645 m). Ein Großteil des Vulkan-Nationalparks liegt innerhalb des Distrikts, darunter auch das Karisoke Research Center, das 1967 als Forschungsstation für Berggorillas von der Primatologin Dian Fossey gegründet wurde. Im Osten des Distrikts befindet sich zudem der Ruhondo-See, von dem der Mukungwa abfließt. Er wird zur Stromgewinnung genutzt.

## Bevölkerung
Stand 2022 betrug die Einwohnerzahl 476.522. Der Bevölkerungstrend ist zunehmend.
|          |          | Zellen                                                | Fläche [km²] | 2002    | 2012    | 2022    | Jährl. Zuwachs 2012 → 2022 |
| -------- | -------- | ----------------------------------------------------- | ------------ | ------- | ------- | ------- | -------------------------- |
| Distrikt | Musanze  | 68                                                    | 530,3        | 307.078 | 368.267 | 476.522 | 2,6 %                      |
| Sektor   | Busogo   | Gisesero, Kavumu, Nyagisozi, Sahara                   | 20,13        |         | 21.512  | 28.264  | 2,8 %                      |
| Sektor   | Cyuve    | Migeshi, Bukinanyana, Kabeza, Buruba, Rwebeya, Cyanya | 33,16        |         | 39.091  | 62.179  | 4,8 %                      |
| Sektor   | Gacaca   | Karwasa, Gakoro, Gasakuza, Kabirizi                   | 34,24        |         | 23.605  | 30.719  | 2,7 %                      |
| Sektor   | Gashaki  | Kigabiro, Kivumu, Mbwe, Muharuro                      | 29,35        |         | 13.648  | 14.272  | 0,5 %                      |
| Sektor   | Gataraga | Mudakama, Murago, Rubindi, Rungu                      | 48,61        |         | 22.710  | 26.721  | 1,6 %                      |
| Sektor   | Kimonyi  | Birira, Buramira, Kivumu, Mbizi                       | 21,33        |         | 15.589  | 21.681  | 3,4 %                      |
| Sektor   | Kinigi   | Bisoke, Kaguhu, Kampanga, Nyabigoma, Nyonirima        | 80,73        |         | 27.221  | 32.297  | 1,7 %                      |
| Sektor   | Muhoza   | Cyabararika, Kigombe, Mpenge, Ruhengeri               | 21,15        |         | 51.878  | 69.741  | 3,0 %                      |
| Sektor   | Muko     | Cyivugiza, Cyogo, Mburabuturo, Songa                  | 20,23        |         | 18.937  | 26.472  | 3,4 %                      |
| Sektor   | Musanze  | Cyabagarura, Garuka, Kabazungu, Nyarubuye, Rwambogo   | 32,90        |         | 31.864  | 47.720  | 4,1 %                      |
| Sektor   | Nkotsi   | Bikara, Gashinga, Mubago, Rugeshi, Ruyumba            | 23,85        |         | 13.546  | 17.349  | 2,5 %                      |
| Sektor   | Nyange   | Cyivugiza, Kabeza, Kamwumba, Muhabura, Ninda          | 54,96        |         | 27.466  | 31.274  | 1,3 %                      |
| Sektor   | Remera   | Gasongero, Kamisave, Murandi, Murwa, Rurambo          | 25,79        |         | 19.112  | 19.987  | 0,5 %                      |
| Sektor   | Rwaza    | Bumara, Kabushinge, Musezero, Nturo, Nyarubuye        | 27,70        |         | 20.926  | 23.120  | 1,0 %                      |
| Sektor   | Shingiro | Gakingo, Kibuguzo, Mudende, Mugari                    | 53,29        |         | 21.162  | 24.726  | 1,6 %                      |

## Bildung und Forschung
Im Nordwesten des Sektors Muhoza liegt das Institute of Applied Sciences Ruhengeri (französisch Institut D’enseignement Superieur De Ruhengeri, INES), eine private Universität und Forschungsinstitut. Sie wurde 2003 als Université Internationale au Rwanda (UNIR) gegründet. Im Südosten des Sektors Muko liegt zudem die Nyakinama Military Academy.

## Gesundheits- und Justizwesen
Zentral in Muhoza befindet sich zudem das Ruhengeri-Krankenhaus, das noch zur belgischen Kolonialzeit im Jahr 1939 erbaut wurde. Aufgrund der durch den Bevölkerungswachstum nicht mehr ausreichenden Kapazität ist ein Ausbau im Rahmen eines 2023 mit der Agence Française de Développement (AFD, staatliche französische Entwicklungshilfeagentur) unterzeichneten 91 Millionen Euro umfassenden Infrastrukturprojekts geplant. Dadurch soll die Bettenzahl von 320 auf 550 steigen.
In Ruhengeri befindet sich die Musanze Correctional Facility. Die Strafvollzugsanstalt wurde 1935 mit einer Kapazität für rund 800 Gefangene errichtet. Nach dem Völkermord an den Tutsi 1994 wurde sie auf eine Kapazität von über 2200 Personen erweitert.

## Sport
Im Sektor Cyuve befindet sich das Africa Rising Cycling Center. Das Radsport-Trainingszentrum wurde im Juni 2014 eröffnet. Eine größere Sportstätte in Ruhengeri ist das Stade Ubworoherane des Fußballvereins Musanze FC mit einer Kapazität für 4000 Personen.

## Wirtschaft

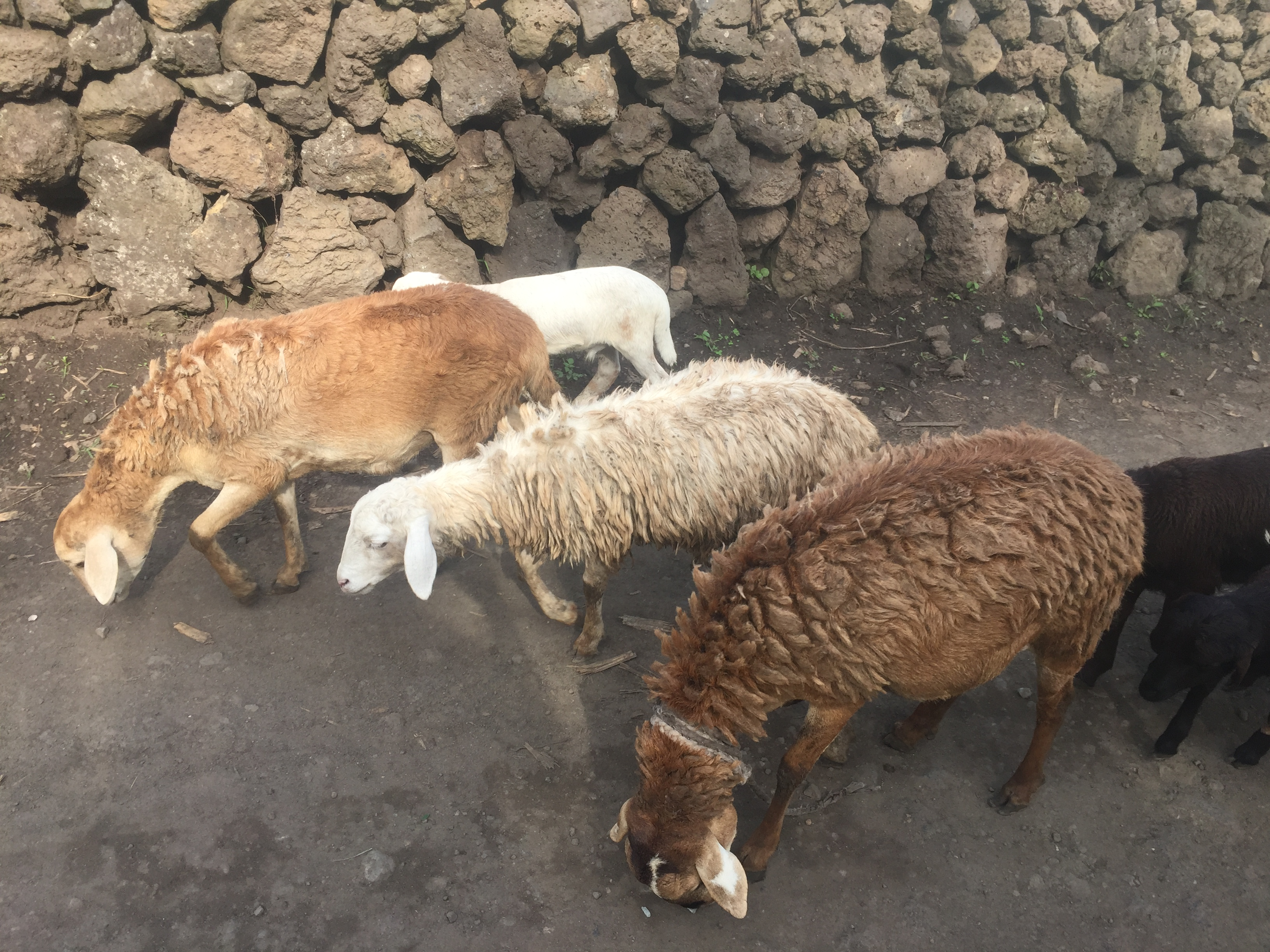
Schafe im Sektor Muko

Zu den geförderten Anbaukulturen in der Landwirtschaft zählen Bohnen, Mais, Kartoffeln und Weizen. Um die Bodenerosion zu verringern werden an den Hängen im Distrikt Landwirtschaftsterrassen geschaffen. Beispielsweise in der Saison 2022/2023 umfassten die neugeschaffenen Terrassen rund 5000 Hektar. In der Viehhaltung werden insbesondere Schafe und Ziegen gehalten.

## Verkehr
Durch den Sektor führen die drei Nationalstraßen 2, 17 und 18, die sich in Ruhengeri kreuzen, wo sich auch der Flughafen Ruhengeri befindet. Stand 2022 sind sie bis auf die Südenden der Nationalstraßen 17 und 18 innerhalb des Distrikts asphaltiert.